# Saleem Sherwani (1962)
Saleem Sherwani (né le 21 juin 1962 à Vehari) est un joueur de hockey sur gazon pakistanais. Il participe aux Jeux olympiques d'été de 1984 où il remporte la médaille d'or.

## Palmarès

### Jeux olympiques
- Jeux olympiques de 1984 à Los Angeles,  États-Unis
  -  Médaille d'or.